# Préflagelline peptidase
La préflagelline peptidase est une protéase aspartique qui catalyse le clivage du peptide signal de 3 à 12 résidus d'acides aminés de l'extrémité N-terminale de la préflagelline pour libérer la flagelline.  Cette réaction intervient généralement au niveau d'une liaison peptidique Arg–Gly ou Lys–Gly.
Cette enzyme a été isolée à partir d'archées mais pas de bactéries.